# Pitina
La pitina (o anche peta o petuccia) è una polpetta di carne affumicata originaria della Val Tramontina, nelle Prealpi carniche, in Friuli-Venezia Giulia.

## Origine

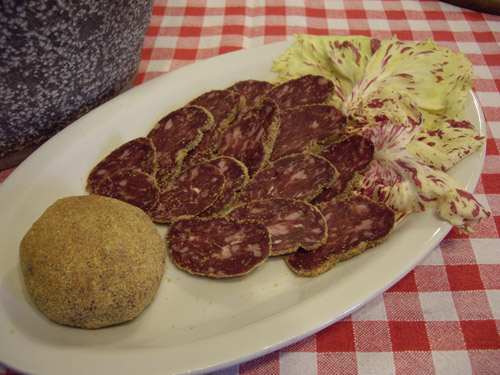
Pitina
con verdure e fritto

Sembra che già nella prima metà dell'Ottocento fosse in uso fra le genti che abitavano le  borgate di  Frassaneit, località sita nel comune di Tramonti di Sopra.
Originalmente la pitina era composta  esclusivamente da carni ovine o caprine o da selvaggina ungulata d'alta montagna (camoscio o capriolo). La forma di polpetta è dovuta al fatto che in zone montane non c'erano possibilità di reperire budella  per insaccare la carne e quindi conservarla, per cui si era sfruttato questo espediente per sopperire questa carenza. La preparazione non richiedeva particolari attrezzature quindi era possibile prepararle ovunque anche in malghe lontane da centri abitati. Questo succedeva normalmente senza un preciso programma, per cui una capra che si spezzava una zampa, un malessere da parto o l'abbattimento di un camoscio, erano l'occasionale condizione per l'immediata preparazione delle Pitine.

## Realizzazione tradizionale
In passato, nelle valli meridionali delle Prealpi Carniche, quando si abbatteva un camoscio o un capriolo, se si feriva o ammalava una pecora o una capra (troppo preziose per essere seppellite) era d'obbligo trovare un metodo di conservazione di lungo periodo. Proprio dall'esigenza di conservazione delle carni nacque la pitina e le sue varianti. L'animale veniva disossato e la carne triturata finemente nella pestadora (un ceppo di legno incavato). Alla carne si aggiungevano sale, aglio, pepe nero spezzettato. Con la carne macinata si formavano piccole polpette, si passavano nella farina di mais e si facevano affumicare sulla mensola del focolare bruciando soprattutto legno di pino mugo. Una volta affumicata la pitina poteva resistere per molti mesi e diventava quindi un riferimento nella dieta dei tramontini.

## Zona di produzione
Dalla disciplinare IGP può essere prodotta nei territori comunali di Andreis, Barcis, Cavasso Nuovo, Cimolais, Claut, Erto e Casso, Frisanco, Maniago, Meduno, Montereale Valcellina, Tramonti di Sopra e Tramonti di Sotto.

## Peta, pitina, petuccia
Generalmente considerati sinonimi questi tre nomi in realtà fanno riferimento a tre prodotti diversi. Peta (di Andreis), pitina (della Val Tramontina) e petuccia (Barcis e Claut) sono i nomi di tre polpette di carne originarie di differenti aree geografiche delle Prealpi Carniche nel Friuli Occidentale. I prodotti differiscono per lo più per le dimensioni, per il tipo di carne prevalentemente usato nella loro realizzazione e per le erbe utilizzate per aromatizzare la carne durante la fase dell'affumicatura.